# Miracatu (kommun)
Miracatu är en kommun i Brasilien.   Den ligger i delstaten São Paulo, i den sydöstra delen av landet, 900 km söder om huvudstaden Brasília. Antalet invånare är 20 595.
Följande samhällen finns i Miracatu:
- Miracatu

I omgivningarna runt Miracatu växer i huvudsak städsegrön lövskog. Runt Miracatu är det glesbefolkat, med 12 invånare per kvadratkilometer.